# Filippo Filippelli
Filippo Filippelli (Cosenza, 17 febbraio 1890 – ...) è stato un giornalista e avvocato italiano.

## Biografia
Laureato in giurisprudenza, avvocato, nel 1920 si trasferì a Milano, aderì al fascismo ed entrò a lavorare al Popolo d'Italia. Dopo la marcia su Roma divenne segretario di Arnaldo Mussolini, fratello del Duce. 
Nell'aprile 1923 divenne  azionista e amministratore delegato di un nuovo quotidiano, il Corriere Italiano, che iniziò le pubblicazioni in luglio e nell'ottobre ne fu anche direttore. 
Fu coinvolto nel delitto Matteotti (10 giugno 1924), avendo egli noleggiato e fornito ai sequestratori capeggiati da Amerigo Dumini, la Lancia Lambda su cui il deputato socialista venne rapito ed ucciso. Dopo il delitto, la polizia risalì immediatamente all'identità del pagatore del noleggio attraverso la targa del veicolo e così, subito dopo il riconoscimento, venne emesso un ordine di arresto a suo carico, sollecitato espressamente da Mussolini; inoltre, su tutti i quotidiani italiani fu pubblicata la sua foto segnaletica. A causa di ciò, Filippelli decise di tentare la fuga all'estero.
Il 15 giugno 1924, poco dopo la scomparsa di Matteotti e poco prima del tentativo di fuga, Filippelli era stato accolto da Filippo Naldi nel suo castello di Vigoleno, sulle colline a 20 km da Borgo San Donnino. Tuttavia, a causa dello stato di agitazione del collega, provocato dall'essere stato riconosciuto, poche ore prima, da alcune persone presso la stazione del capoluogo, i due erano stati costretti a trasferirsi presso l'albergo Aquila Romana di Borgo San Donnino, insieme anche al giornalista del Corriere Italiano, Giuseppe Galassi. Anche questa sosta, però, non era durata a lungo, visto che, subito dopo l'arrivo, erano stati costretti a fuggire di nuovo per eludere l'intervento di un commissario di polizia. Naldi gli suggerì di stendere un memoriale a salvaguardia della propria incolumità fisica e di riparare in Francia. Iniziò così a scrivere un promemoria per proclamare la sua innocenza, descrivendo nei particolari tutto ciò che sapeva del delitto. Scrisse inoltre dell'esistenza di un organismo di polizia politica interno al Partito nazionale fascista, la cosiddetta Ceka del Viminale, all'interno del quale sarebbe stato organizzato l'assassinio. 
Filippelli, dopo essere arrivato a Nervi (quartiere di Genova), tentò di fuggire in Francia a bordo di un motoscafo, ma fu catturato a pochi metri dalla riva e tradotto successivamente in carcere dalle forze dell'ordine. Il 17 giugno fu arrestato.
Due giorni dopo il giornale di cui era direttore cessò le pubblicazioni. 
Tale fuga ebbe una eco improvvisa in tutta Italia. Il giorno successivo tutta la stampa criticò la polizia, accusandone il capo Emilio De Bono di inefficienza. 
Il 18 giugno De Bono fu spinto a lasciare la carica di capo della polizia. 
Una volta in carcere confermò ai giudici le accuse contenute nel memoriale contro Amerigo Dumini, Cesare Rossi, il quadrumviro Emilio De Bono e lo stesso Mussolini; quest'ultimo come mandante del delitto. 
Nel febbraio 1925 apparve sulla rivista antifascista fiorentina Non mollare, diretta da Carlo Rosselli, il suo memoriale contro Mussolini. Chiamato in tribunale come testimone, il 24 marzo 1925, ritrattò le accuse contro De Bono nel processo celebrato al Senato, riunito in Alta Corte di giustizia contro quest'ultimo.
Il successivo 1º dicembre 1925 venne scarcerato, dopo essere stato amnistiato dall'accusa di sequestro di persona ed assolto in istruttoria da quella di omicidio premeditato; ormai, però, era diventato inviso al fascismo: fu espulso dal PNF e sottoposto a vigilanza da parte della polizia e radiato dall'ordine degli avvocati su proposta di Roberto Farinacci.
Tra il 1927 e il 1928 collaborò con le forze dell'ordine per tendere una trappola al suo vecchio amico ed ex dirigente fascista Cesarino Rossi (ex capoufficio stampa di Mussolini e coinvolto nel delitto Matteotti insieme ad Aldo Finzi), che grazie alla sua complicità venne arrestato. A seguito di questa collaborazione gli venne restituita la tessera del partito e gli fu elargito un milione di lire in cambiali. 
Nel marzo del 1932 fu nuovamente arrestato con l'accusa di furto ai danni di una società di pneumatici, la Dunlop: condannato ad otto anni di reclusione, fu liberato per indulto nel 1934. Una volta tornato a Milano, il 18 maggio 1936 entrò come amministratore unico nella società Azeta, impegnata nello sfruttamento industriale e commerciale di un processo di azotazione dei semi per le colture agricole. Nel novembre del 1938 l'impresa fallì e Filippelli, temendo di essere arrestato per la terza volta, fuggì prima in Egitto e poi in Belgio.
Mentre si trovava a Bruxelles, si "candidò" come informatore della polizia italiana negli ambienti antifascisti in cambio della garanzia di poter rientrare in Italia senza essere perseguito dalla giustizia italiana, che nel frattempo lo aveva condannato per bancarotta fraudolenta. Le forze dell'ordine, ritenendo inconsistenti le sue capacità di penetrazione tra gli antifascisti, declinarono l'offerta. 
Nell'aprile del 1947 fu  amnistiato, seppur contumace, dalle accuse di complicità e favoreggiamento nel reato di sequestro di persona nel secondo processo Matteotti. Da questa data non si hanno più notizie e fu cancellato dai registri dell'anagrafe di Milano dopo il censimento del 1951 "per accertata irreperibilità".

## Citazioni cinematografiche
- Nel film del 1973 Il delitto Matteotti, per la regia di Florestano Vancini, il ruolo di Filippo Filippelli è interpretato dall'attore Pietro Biondi.